# Christian Coleman
Christian Coleman (Atlanta, 6 de marzo de 1996) es un deportista estadounidense que compite en atletismo, especialista en las carreras de velocidad.
Ganó seis medallas en el Campeonato Mundial de Atletismo entre los años 2017 y 2023, y tres medallas en el Campeonato Mundial de Atletismo en Pista Cubierta entre los años 2018 y 2024.

## Palmarés internacional
| Campeonato Mundial                   | Campeonato Mundial       | Campeonato Mundial | Campeonato Mundial |
| Año                                  | Lugar                    | Medalla            | Prueba             |
| ------------------------------------ | ------------------------ | ------------------ | ------------------ |
| 2017                                 | Londres (Reino Unido)    | Medalla de plata   | 100 m              |
| 2017                                 | Londres (Reino Unido)    | Medalla de plata   | 4 × 100 m          |
| 2019                                 | Doha (Catar)             | Medalla de oro     | 100 m              |
| 2019                                 | Doha (Catar)             | Medalla de oro     | 4 × 100 m          |
| 2022                                 | Eugene (Estados Unidos)  | Medalla de plata   | 4 × 100 m          |
| 2023                                 | Budapest (Hungría)       | Medalla de oro     | 4 × 100 m          |
| Campeonato Mundial en Pista Cubierta |                          |                    |                    |
| Año                                  | Lugar                    | Medalla            | Prueba             |
| 2018                                 | Birmingham (Reino Unido) | Medalla de oro     | 60 m               |
| 2022                                 | Belgrado (Serbia)        | Medalla de plata   | 60 m               |
| 2024                                 | Glasgow (Reino Unido)    | Medalla de oro     | 60 m               |